# Araneus cereolus
Araneus cereolus är en spindelart som först beskrevs av Simon 1886.  Araneus cereolus ingår i släktet Araneus och familjen hjulspindlar. Inga underarter finns listade i Catalogue of Life.